# ウェディング新聞
ウェディング新聞（ウェディングしんぶん）は結婚式で配られるペーパーアイテムの一つで、2人の生い立ちや馴れ初め、友人や恩師からのお祝いコメントなどを新聞風の体裁で記したもの。ブライダル新聞、結婚新聞と表記されることもある。結婚披露宴や二次会などで出席者に配布され、当日の演出だけでなく記念品としても使われる。スポーツ新聞をパロディ化したものや英字新聞バージョンなど、幅広い種類がある。

## 歴史
元々は、新聞社に勤務する人たちの間で結婚式の演出の定番として製作されていた。1990年代後半からパソコンが広く普及するようになり、一般向けに製作する企業が現れ、一部メディアなどにも取り上げられ話題となった。パソコンの一般家庭への普及やアプリケーションの機能向上などによって、新郎新婦が自作するなど、多くの結婚披露宴で見受けられるようになった。

## 利用方法
披露宴、あるいは二次会の受付で出席者に配布する方法が一般的。演出として、披露宴の間に号外として配るなどの方法もある。ウェルカムボードとして利用するなど、紙媒体ならではの利用方法もある。

## 商標登録
2013年2月15日、ウェディング新聞.comを運営する株式会社マガジェットにより「ウェデイング新聞」が商標登録された。